# MMA Grand Prix
MMA Grand Prix, a menudo abreviado MMA GP, es una organización de artes marciales mixtas con sede en Vitry-sur-Seine, Francia.

## Historia
MMA Grand Prix fue fundada en 2020 por Abdel Khaznadji y Éric Konako Faubert tras la legalización de las reglas internacionalmente aceptadas de MMA (que incluyen golpes de suelo) por parte del gobierno francés. Su primera cartelera se celebró el 8 de octubre de ese año, en presencia de la ministra francesa de Deportes, Roxana Maracineanu. Fue la primera organización en presentar combates de MMA en Francia bajo su reglamento completo. Está autorizado por la Federación Francesa de Artes Marciales Mixtas, filial de la Federación Francesa de Boxeo, acreditada por el Ministerio de Deportes para regular la actividad.
La primera cartelera de la promoción celebrada fuera de la región parisina contó con la pelea de regreso del veterano kickboxer convertido en artista marcial mixto Jérome Le Banner. Sirvió como homenaje a su compañero de entrenamiento y alcalde de Le Havre, Édouard Philippe, quien, durante su mandato como primer ministro, fue responsable de la legalización de las MMA francesas.